# 앰풀

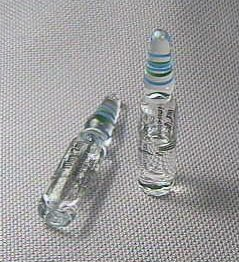
약제가 들어있는 앰풀.

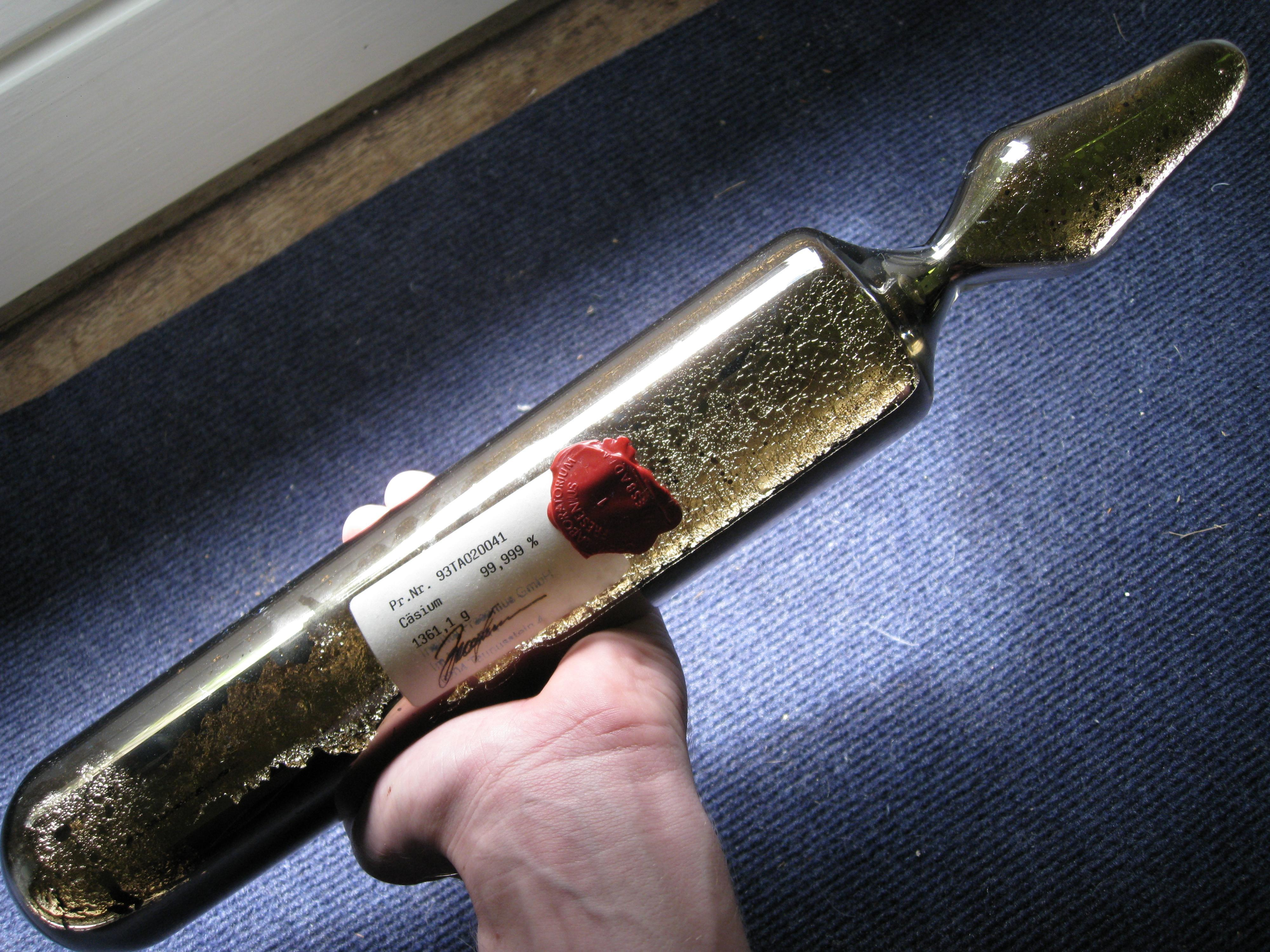
1.4 킬로그램의 세슘이 들어있는 대형 앰풀.

앰풀(ampoule, ampul, ampule)은 크기가 작은 밀폐된 바이알이며 보통은 고체나 액체 상태의 견본을 담거나 보존하기 위해 사용된다. 앰풀은 유리로 구성되어 있다.
현대의 앰풀은 공기나 오염물로부터 보호를 받아야 하는 의약품과 화학 물질을 담기 위해 가장 많이 사용된다. 화염으로 얇은 상층을 녹임으로써 용접 밀폐되며 목 부분을 떼어냄으로써 개방되는 것이 보통이다. 화학물질 위쪽 공간은 밀폐 전에 비반응성 기체로 채워질 수 있다. 유리형 앰풀의 벽은 일반적으로는 어떠한 어려움 없이 글러브박스로 운반하기에 충분히 튼튼한 편이다.
유리형 앰풀은 병이나 기타 단순 용기보다 값이 더 비싸지만 기체와 액체, 모든 유리 내부 표면에 대한 뛰어난 불침투성으로 인해 추가 비용의 가치가 있다.
앰풀 용기로 판매되는 화학물질을 예로 들면 주사용 의약품, 기체 민감 시약(예: 테트라키스(트라이페닐포스핀)팔라듐(0)), 흡습성 물질(예: 수화 솔벤트, 트라이플루오로메테인설폰산), 분석 표준 물질을 들 수 있다.

## 역사적 앰풀

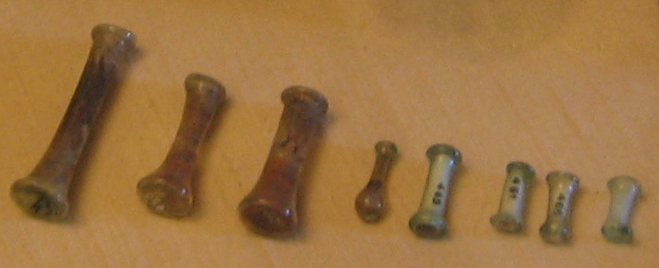
고대 앰풀 컬렉션

역사적으로 앰풀은 사람이 사망한 뒤 그 사람의 피의 소형 견본을 담아 수많은 기독교 지하묘지에 매장되었다.

## 참고 문헌
- Hans-Jürgen Bässler und Frank Lehmann : Containment Technology: Progress in the Pharmaceutical and Food Processing Industry. Springer, Berlin 2013, ISBN 978-3642392917